# Geschiedenis van Siberië

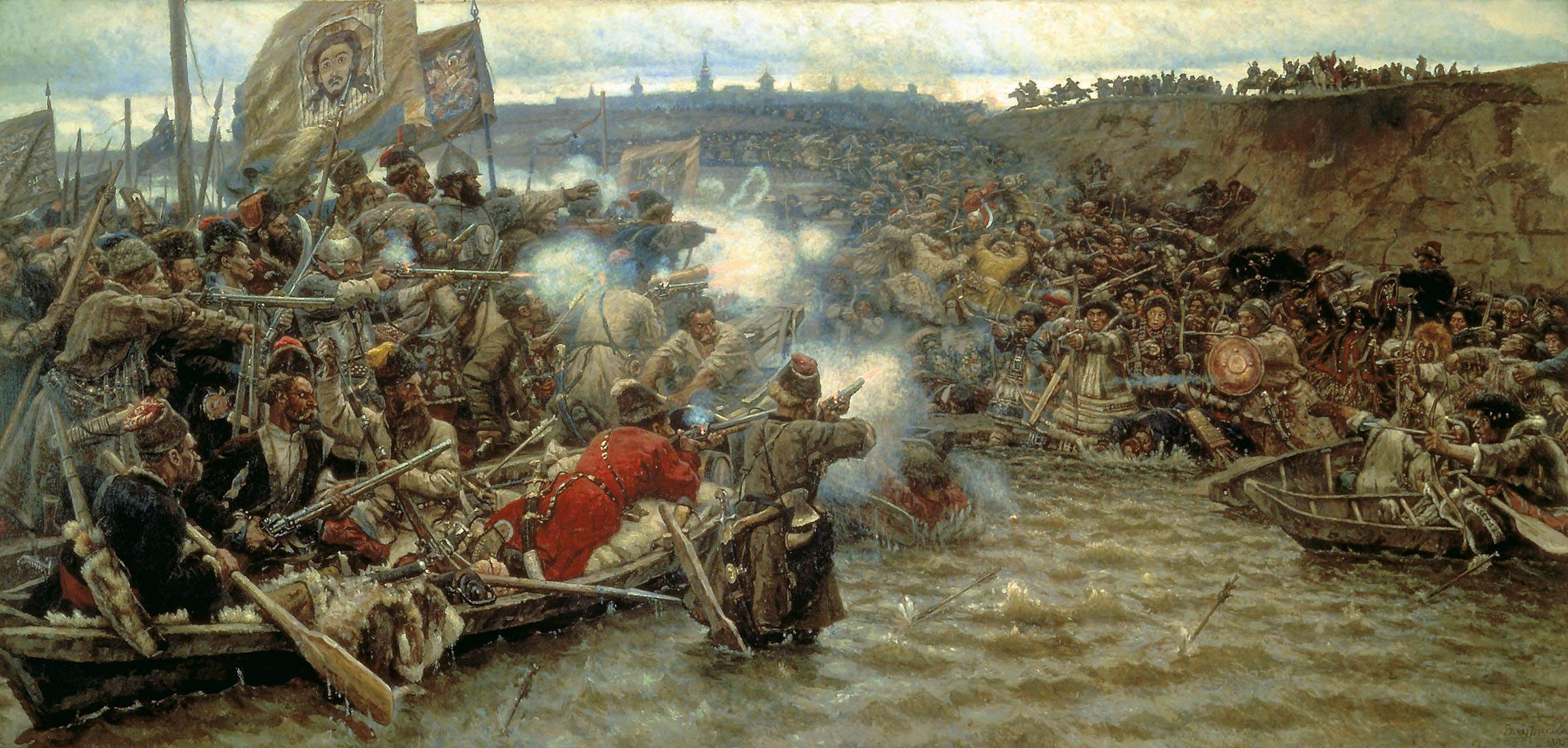
Verovering van Siberië door Jermak (Vasili Soerikov, 1895)

Dit artikel behandelt de geschiedenis van Siberië.

## Prehistorie

### Paleolithicum
Voor zover bekend was Siberië ten tijde van het Vroegpaleolithicum nog niet bewoond. Vroege mensentypen als Homo erectus en Homo heidelbergensis bezaten nog niet de culturele vaardigheden om in een koud klimaat te overleven. 

#### Middenpaleolithicum
Tijdens de koude periodes van het Pleistoceen, met name het Saalien en Weichselien, was over een groot deel van het noorden van Eurazië  de mammoetsteppe verspreid, een bijzondere vorm van steppe met een kruidrijke vegetatie. Menselijke aanwezigheid is ten westen van de Oeral al vanaf het Middenpaleolithicum aangetoond. De neanderthaler jaagde al op mammoeten, zoals de (late) vindplaats Byzovaja in het noorden van Rusland aantoont. De situatie ten oosten van de Oeral is minder duidelijk. Zowel de neanderthaler als de denisovamens bereikten in ieder geval het Altajgebied in het zuiden van Siberië.

#### Laatpaleolithicum
In ieder geval vanaf het Laatpaleolithicum was de anatomisch moderne mens in Siberië aanwezig, zoals aangetoond door het dijbeen van Oest-Isjim en de Malta-Boeretcultuur. Deze eerste bewoners waren afkomstig uit Centraal-Azië en zouden zich uiteindelijk via de Beringlandbrug uitbreiden tot het huidige Alaska. Ook de oudste bewoners van Amerika stamden ten dele van deze Oud Noord-Euraziatisch genaamde bevolking af. 
De mens werd geconfronteerd met de noodzaak zich aan te passen. De wintertemperatuur lag gemiddeld bij -20 tot -30°C terwijl brandstof en schuilplaatsen schaars waren. Men reisde te voet en was afhankelijk van de jacht op zeer mobiele kuddes van diersoorten zoals de mammoet, de wolharige neushoorn en het rendier. Deze uitdagingen werden overwonnen door technologische innovaties zoals op maat gemaakte kleding uit de huid van pelsdieren, de bouw van schuilplaatsen met haarden, waarbij botten als brandstof werden gebruikt, en het graven van "ijskelders" voor de opslag van vlees en botten in de permafrost.
Aan het einde van het Laatpaleolithicum was er een toenemende invloed uit Oost-Azië, vertegenwoordigd door de paleosiberische Djoektajcultuur. De ontstane mengbevolking vormde ook de basis van de eerste aangetoonde bewoners van Amerika.

### Mesolithicum
Het einde van de laatste ijstijd betekende een verandering van de klimatologische omstandigheden en veranderingen in de jachtpatronen. In Oost-Siberië ontwikkelde zich de Soemnagincultuur uit de voorafgaande Djoektajcultuur.
De basis van de economie was de jacht. Men leefde in lichte, ronde woningen, vergelijkbaar met de tsjoem. In de nederzettingen werden beenderen pijlpuntjes en priemen gevonden, die duiden op de vervaardiging van warme pelskleding.

### Neolithicum
Het begrip neolithicum is in Noord-Azië overwegend chronologisch van belang. In Noordoost-Siberië zijn er geen bewijzen van landbouw of veeteelt, en de meeste culturen kunnen eerder als subneolithisch worden beschouwd. De neolithische culturen van Noord-Azië verschillen echter heel duidelijk van het voorafgaande mesolithicum door de introductie van aardewerk, dat zich in het 6e millennium v.Chr. over Siberië verspreidde. In tegenstelling tot Europa en het Midden-Oosten bleven de manier van leven, economie en cultuur echter grotendeels ongewijzigd. 
Tijdens de kopertijd, die hier tegen het einde van het 4e millennium v.Chr. begon, bereikte Zuidwest-Siberië een volledig neolithisch cultureel niveau. In de Minoesinskdepressie verbreidde zich de Afanasjevocultuur. In de noordelijke en oostelijke gebieden waren er nog geen ingrijpende veranderingen.
In Oost-Siberië vormde zich in het middelste stroomgebied van de Lena in het 5e tot 4e millennium v.Chr. de Syalachcultuur, als gevolg van de migratie van stammen uit Transbaikal, die zich met de lokale pre-keramische Soemnagincultuur assimileerden. Volgens taalkundigen is het waarschijnlijk dat de dragers van deze cultuur een van de Dené-Jenisejische talen spraken. De sites van de Syalachcultuur worden gekenmerkt door de eerste verschijning van gepolijste stenen werktuigen, evenals de vroegste keramiek, die een karakteristiek ruitpatroon bezat. Ook werden er benen harpoenpunten en pijlen en bogen gevonden.
Aan de bovenloop van Ob en Jenisej ontstonden na 4500 v.Chr. onder invloed van de Kelteminarcultuur van Centraal-Azië de vroegste nederzettingen gebaseerd op gedomesticeerde dieren en granen. De Kelteminarcultuur is voorgesteld als oorsprong van de Fins-Oegrische talen, maar dat is omstreden.
in Jakoetië ontwikkelde zich tijdens het 3e millennium v.Chr. de Belkatsjicultuur uit de lokale Syalachcultuur.
De Belkatsjicultuur werd na 2200 v.Chr. opgevolgd door de Ymyjachtachcultuur. De cultuur ontstond door een migratie van stammen vanuit het zuiden (vanaf de oevers van het Baikalmeer) en het lokale substraat van de Belkatsjicultuur. De dragers van de cultuur waren mogelijk de Joekagieren. 
Kenmerkend voor de Ymyjachtachcultuur was haar aardewerk met ronde bodem met ingedrukte geruitte en geribbelde decoraties. Opvallend is dat de klei met wol gemengd werd. Pijlpunten, speer- en harpoenpunten van steen en bot, evenals bepantseringpslaatjes, werden in grote mate gevonden.

### Bronstijd
De eerste koperen en bronzen voorwerpen deden hun intrede bij de Afanasjevocultuur (3500–2500 v. Chr.), bekend door opgravingen in de Minoesinskdepressie in de kraj Krasnojarsk in Zuid-Siberië. De economie bestond waarschijnlijk vooral uit een seminomadische veeteelt. Resten van rundvee, schapen en paarden zijn gevonden. De begrafenisgewoonten lijken erg op die van de Indo-Europese jamna-, Sredny Stog-, catacomben- en Poltavkacultuur van Zuid-Rusland. Centra van bronsbewerking kwamen op, waarbij de rijkdom aan kopererts in de Altaj van groot belang was.
In haar oostelijke verspreidingsgebied werd de Afanasjevocultuur opgevolgd door de Okoenevcultuur. 
Vanaf 1500 v.Chr. ontwikkelde zich in Zuid-Siberië de Andronovocultuur, die zich over het uitgestrekte gebied van de Oeral tot het Baikalmeer verspreidde. 
Ook op de begraafplaatsen van de Ymyjachtachcultuur in Oost-Siberië worden vaak bronzen voorwerpen gevonden. Op de site Abylaach-1 in Tajmyr werd een bronsgieterij van de Ymyjachtachcultuur ontdekt, daterend uit de 12e eeuw v. Chr. Een keramisch complex vergelijkbaar met de Ymyjachtachcultuur, gekenmerkt door aardewerk met een bijmenging van wol, werd ook gevonden in het noorden van Fennoscandinavië tegen het einde van het 2e millennium v.Chr..
A. Golovnev zag de Ymyjachtachcultuur in de context van een voorgesteld "circumpolair syndroom":
... bepaalde kenmerken van de Oost-Siberische Ymyjachtachcultuur verspreidden zich razendsnel tot in Scandinavië. Keramiek met ruitafdrukken wordt gevonden bij late bronstijdsites van Tajmyr, Jamal, Bolsjezemelskaja en Malozemelskaja toendra, het schiereiland Kola, Finland...
Aan het eind van het 2e millennium v.Chr. werd de Andronovocultuur in het gebied van de Midden-Jenisej en de Minoesinskdepressie opgevolgd door de Karasoekcultuur. In het bijzonder valt deze cultuur op door haar bronswaren. Oorspronkelijk gebaseerd op Andronovo-vormen, ziet men in latere fases invloeden uit Mongolië en het noorden van China. Tijdens haar bloeiperiode reikten de handelsbetrekkingen ver naar het oosten terwijl de relaties met het westen zwakker werden.
Vanaf de 9e eeuw v.Chr. werd de Karasoekcultuur opgevolgd door de Tagarcultuur. Deze vormden een van de grootste centra van bronsproductie in Eurazië. Ze leefden van veehouderij, voornamelijk rundvee en paarden, geiten en schapen en woonden in houten kuilwoningen verwarmd door klei-ovens en grote haarden. Sommige nederzettingen werden omringd door vestingwerken. Hun artefacten werden sterk beïnvloed door de Scythische kunst van de Pazyrykcultuur. Opvallend zijn grote grafheuvels omheind met stenen platen, met vier verticale steles op de hoeken. Ze zijn wel geïdentificeerd met de Dingling uit Chinese bronnen.

### IJzertijd
De 3e eeuw v.Chr. zag de opkomst van het rijk der Xiongnu, die zich uitbreidde van Zuid-Siberië en Mongolië tot Noord-China. De afkomst van de Xiongnu is omstreden. Het enig overgebleven taalfragment suggereert een Jenisejische oorsprong, wat is bekend over hun militaire organisatie en de overgeleverde namen van hun leiders toont een Scythische invloed. 
In de Minoesinskdepressie werd de Tagarcultuur opgevolgd door de Tescultuur. In de metaalbewerking vinden we nieuwe ijzeren voorwerpen met verbindingen naar de Xiongnu-vondsten in Transbaikal.

## Proto-historische periode
De eerste grotere staatkundige eenheid in het gebied was het rijk der Oeigoeren dat vanaf de 6e eeuw vanuit Mongolië onder meer over het gebied rond de Jenisej heerste. In de 9e eeuw werden zij afgelost door de Jenisej-Kirgiezen.
Onder druk van de Kitan drongen aan het begin van de 10e eeuw de Chori-Mongolen Transbaikal binnen. Na lange strijd werden de daar wonende Koeryk verslagen. Grote groepen Mongoolssprekende bevolking drongen de Baikal-regio binnen, waardoor een taalverandering van Turks naar Mongools plaatsvond. De bevolkingsdruk veroorzaakte een uittocht van Turkstalige bevolking langs de Lena naar het noorden. Hier vormde zich na vermenging met de Evenken het volk der Jakoeten. 
In de 13e eeuw veroverden de Mongolen onder Dzjengis Khan en zijn opvolgers West-Siberië en grote delen van de rest van Azië. Rond 1420 raakte het Mongoolse rijk in verval. 
In West-Siberië ontstond na het uiteenvallen van het rijk der Gouden Horde het kanaat Sibir.

## Russische verovering
| Russische steunpunten (selectie) |
| -------------------------------- |
| 1586 - Tjoemen                   |
| 1587 - Tobolsk                   |
| 1598 - Verchotoerje              |
| 1600 - Mangazeja                 |
| 1604 - Tomsk                     |
| 1619 - Jenisejsk                 |
| 1627 - Krasnojarsk               |
| 1631 - Bratsk                    |
| 1632 - Jakoetsk                  |
| 1647 - Ochotsk                   |
| 1652 - Irkoetsk                  |

In 1581 trokken de Siberische Kozakken onder hun leider Jermak het kanaat binnen en veroverden het het volgende jaar. In 1585 werd Jermak gedood, maar de Kozakken stichtten verdere verdedigingslinies in het gebied. Geleidelijk breidden de Russen hun gebied uit, zoals men kan zien aan de stichting van hun forten en voorposten (zie de tabel rechts). In 1619 staken de Russen over van het dal van de Ob naar dat van de Jenisej en begonnen ook dat te veroveren. Bij de verovering was het werk van de zemleprochodtsy van groot belang.
In 1631 werd de volgende stap gezet en Peter Beketov begon de onderwerping van de Jakoeten langs de Lena. In 1639 bereikte een groep kozakken onder leiding van Ivan Moskvitin als eerste de kust van de zee van Ochotsk. Rond dezelfde tijd zakten de kozakken ook de Lena en andere rivieren af naar de Noordelijke IJszee. In 1648 voer Semjon Dezjnev door de Beringstraat.
Vele Siberische volken werden onder het jasak-systeem (verplichte jaarlijkse schatting aan de tsaar) geplaatst. De inkomsten van de jasak en de belasting op de bonthandel waren in deze tijden verantwoordelijk voor 10% van de Russische staatskas en Siberisch bont was Ruslands belangrijkste exportproduct. De belangrijkste bron van pelzen was de sabelmarter (Martes zibellina), maar waar die door overbejaging zeldzaam of uitgestorven was werden ook vossen, hermelijnen en eekhoorns voor hun huiden gedood.

## Conflict met China
In 1643 trok Vasili Pojarkov zuidwaarts vanaf Jakoetsk en bereikte de Amoer. Hij voer deze af tot aan de monding. In 1650 plunderde Jerofej Chabarov de streek Daurië en legde na een aantal gevechten de lokale Daur, Evenken en Doetsjer de jasak op. Dit leidde tot een reactie van de Mantsjoe-regering van China, aan wie het gebied schatplichtig was en het kwam meerdere keren tot een treffen tussen de grootmachten. Als gevolg van die krijgshandelingen vestigden zich in deze periode een aantal Russische gevangenen en deserteurs in Peking. Door zowel Chinezen als Mantsjoes werden deze Russen Albaziners genoemd. Het verdrag van Nertsjinsk op 27 augustus 1689 stelde de grens tussen beide rijken vast, waarbij het dal van de Amoer volledig Chinees bleef. In 1727 werden de bepalingen aangevuld en nader gedetailleerd in het verdrag van Kjachta. Een van die bepalingen is het formeel verankeren van de Russisch-orthodoxe missie in China.

## 18e en 19e eeuw
In de 19e eeuw werden de veroveringen verder uitgebreid. De Beringstraat werd ontdekt en overgestoken, waarna de Russen via de kust van Alaska verder trokken tot Californië, waar ze de Spanjaarden ontmoetten. Later werd Alaska aan de Verenigde Staten verkocht. In Centraal-Azië rukten de Russen vanuit Tobolsk zuidwaarts op en werden de kanaten van onder andere Boechara onderworpen. Ten slotte wisten de Russen ook het verdrag van Nertsjinsk ongedaan te maken en namen ze de Chinezen in 1860 de noordelijke Amoer- en de maritieme provincies af. Om zo veel mogelijk jasak binnen te halen werd in 1822 het concept van inorodtsy ("andere oorsprong") ingesteld: nomadische volkeren die geen Slaven en niet christelijk (Russisch-orthodox) waren en daardoor aan andere belastingregels waren gebonden. Over de jaren heen werd dit concept opgerekt en kwamen ook andersoortige volken onder de 'inorodtsy' te vallen.
Ondertussen werd de Siberische Trakt aangelegd en voegde zich aan de bontjagers, kozakken en gelukzoekers ook een schare bannelingen toe. Eind 19e en begin 20e eeuw bevonden zich onder hen ook latere vooraanstaande communistische leiders, zoals Stalin. De telegraaf verbeterde de communicatie en tussen 1891 en 1904 werd de Trans-Siberische spoorlijn aangelegd.

## 1900 tot 1953
Rond 1890-1900 ontpopte Japan zich meer en meer als een concurrent voor Rusland in zijn streven naar macht. In de Russisch-Japanse Oorlog wist Japan Rusland te verslaan, wat het verlies van de helft van het eiland Sachalin en verlies aan invloed in Mantsjoerije betekende. Rusland richtte zich hierna weer op de Balkan.
In de Russische Burgeroorlog viel het gebied aanvankelijk aan de Witten toe. Japanse en Amerikaanse troepen ontscheepten zich in Siberië. De Japanners zouden tot 1922 blijven, waarna ze onder druk van de Roden vertrokken, die snel langs de Trans-Siberische spoorlijn oprukten.
In 1908 werd het luchtruim boven Siberië getroffen door de ontploffing van een ruimterots met een doorsnede van zo'n 48 meter, de Toengoeska-explosie. Hierdoor sneuvelden zo'n tientallen miljoenen bomen.
In de jaren hierop zou Siberië het leeuwendeel van de strafkampen herbergen: de goelags. Politieke gevangenen werden in de goelags onder de zwaarste omstandigheden tewerkgesteld, samen met de zwaarste misdadigers. Dissidenten, politieke tegenstanders, koelakken, Volga-Duitsers, Tsjetsjenen, Duitse en Japanse krijgsgevangenen, "lafaards" (Sovjetsoldaten die zich hadden overgegeven en uit de Duitse kampen bevrijd waren) en vele anderen werden na showprocessen naar Siberië gedeporteerd, waar ze vaak aan de erbarmelijke omstandigheden overleden. Het bekendste kampencomplex was de Sevvostlag, dat onderdeel vormde van het staatsgoudwinningsbedrijf de Dalstroj. Vooral tijdens de Grote Zuivering waren de kampregimes zeer zwaar.
In 1938 en 1939 kwam de Sovjet-Unie (de tweede keer samen met Mongolië) nogmaals in botsing met Japan tijdens de Slag bij het Chasanmeer en de Slag bij Halhin Gol. Deze keer dolven de Japanners het onderspit. In augustus 1945 vielen de Russische legers vanuit Siberië Japans Mantsjoerije, China en Korea binnen tijdens Operatie Augustusstorm. Dit droeg, in combinatie met de atoombommen op Hiroshima en Nagasaki, bij aan de capitulatie van Japan op 15 augustus 1945. De in 1905 verloren gebieden werden teruggegeven en Rusland veroverde nog snel de Koerilen en verkreeg invloed in Mantsjoerije, dat pas na de dood van Stalin in 1953 werd ontruimd toen de betrekkingen tussen Mao en Stalins opvolger Chroesjtsjov bekoelden.

## Na 1953
De Sovjet-Unie trachtte na Stalins dood, toen de Goelagkampen grotendeels verdwenen en veel gevangenen het gebied verlieten, met enig succes Siberië te bevolken. Men ontdekte dat het gebied een schat aan delfstoffen bood. Industriesteden en fabriekscomplexen werden uit de grond gestampt, nieuw land werd in bezit genomen en de Baikal-Amoer Magistrale spoorlijn werd aangelegd. Mensen die vrijwillig in Siberië gingen werken, vaak leden van de Komsomol, kregen "tropensalarissen" uitbetaald: hun loon werd verdubbeld of soms zelfs verzesvoudigd indien het gebied erg afgelegen of het klimaat erg slecht was. Dit proces was overigens al onder Stalin begonnen. Heden ten dage heeft Siberië een bevolking van ongeveer 30 miljoen, die sterk daalt (vooral in het Hoge Noorden), zowel door negatieve natuurlijke groei als door terugkeer naar Europees Rusland. Het gebied is vooral voor de energievoorziening en delfstoffen van belang. Veel steden aan de zuidkant hebben handelsrelaties met China, vanwaaruit veel investeringen in het gebied plaatsvinden. Ook migreren in toenemende mate Chinezen en andere volkeren naar het gebied. Dit wordt door sommige Russen, die bang zijn voor inname van het gebied door de Chinezen, met argusogen aangezien.